# NGC 4120
NGC 4120 (również PGC 38553 lub UGC 7121) – galaktyka spiralna (Scd), znajdująca się w gwiazdozbiorze Smoka. Odkrył ją William Herschel 6 kwietnia 1793 roku.